# Canepari (métro de Gênes)
Pour les articles homonymes, voir Canepari.
Canepari est une future station de métro à Gênes, en Italie. Quand elle ouvrira au printemps 2025, elle sera le nouveau terminus nord-ouest de la seule ligne du métro de Gênes, en remplacement de Brin.